# Буранпур
Буранпур је град у Индији у држави Мадја Прадеш. Према незваничним резултатима пописа 2011. у граду је живело 210.891 становника.

## Становништво
Према незваничним резултатима пописа, у граду је 2011. живело 210.891 становника.
| 1991.   | 2001.   | 2011.   |
| ------- | ------- | ------- |
| 172.710 | 193.725 | 210.891 |